# Discovery Velocity
Discovery Velocity é um canal de televisão canadense especializado em automobilismo de propriedade da CTV Specialty Television, uma joint venture entre Bell Media e Warner Bros. Discovery. O canal transmite séries factuais relacionadas a automóveis e transporte (incluindo séries da biblioteca do Discovery).

## História
A partir de agosto de 2003, a CTV operou o canal Discovery Channel HD, que serviu como transmissão simultânea de alta definição da programação principal do Discovery Channel no Canadá, quando aplicável. Em agosto de 2005, a Comissão Canadense de Rádio-televisão e Telecomunicações (CRTC) aprovou um pedido para um novo serviço digital de categoria 2, Discovery HD Theater (baseado no canal americano de mesmo nome), cobrindo muitos dos mesmos gêneros do Discovery Channel, mas com uma programação separada composta exclusivamente por programação de alta definição. O Discovery HD Theater substituiu o Discovery Channel HD em 19 de dezembro de 2005. Mantendo o mesmo formato, o canal foi renomeado para Discovery HD em 2009.
Em junho de 2010, a CTVglobemedia anunciou que lançaria três novos canais com a marca Discovery no Canadá, entre eles um re-branding do Discovery HD como Discovery World HD (mais tarde apenas Discovery World) em 2 de agosto de 2010, com uma nova programação visando para "mostrar um retrato bonito e brilhante do nosso mundo em alta definição vívida". Um simulcast HD separado do Discovery Channel retornou em junho de 2011.
Em janeiro de 2015, a Bell Media anunciou que o Discovery World seria renomeado como Discovery Velocity em 12 de fevereiro de 2015. O canal se tornou uma versão canadense do americano Velocity. Com o re-branding, a rede aumentou seu foco em séries automotivas, embora programas não automotivos selecionados do Discovery World tenham sido mantidos.